# تکرولز
تکرولز (انگلیسی: Techrules) شرکت خودروسازی چینی است، که در سال ۲۰۱۵ تأسیس شد.